# Campeonato Sul-Americano de Futebol Feminino Sub-20 de 2020
O Campeonato Sul-Americano Feminino Sub-20 de 2020 é a nona edição da competição, organizada pela Confederação Sul-Americana de Futebol (CONMEBOL) para jogadoras com até 20 anos de idade.  O torneio é realizado sob a responsabilidade da AFA, nas cidades de San Juan e San Luis (Argentina), e estava originalmente agendado para ocorrer entre os dias 4 e 22 de março de 2020. Porém, devido à pandemia de COVID-19, o torneio foi paralisado ao fim da primeira fase e a fase final foi suspensa. Posteriormente, a CONMEBOL havia anunciado que a fase final seria disputada em novembro de 2020, mas em virtude da pandemia ainda não estar controlada, adiou o restante do torneio novamente para janeiro de 2021. No entanto, a fase final do torneio só veio acontecer em Abril de 2022, tendo a Seleção Brasileira como a campeã do campeonato.[carece de fontes?]
Assim como nas edições anteriores, o torneio serve como eliminatória para a Copa do Mundo Feminina Sub-20 da FIFA. Os dois melhores times do torneio se qualificariam para a Copa do Mundo Feminina Sub-20 de 2020 na Costa Rica, como representantes da CONMEBOL, mas posteriormente essa edição foi cancelada por conta da pandemia e transferida para 2022.

## Equipes participantes
Todas as dez seleções nacionais membros da CONMEBOL estavam aptas a disputarem o torneio.
| Seleção                | Participação | Melhor desempenho                                        |
| ---------------------- | ------------ | -------------------------------------------------------- |
| Argentina (anfitrião)  | 9ª           | Vice-campeão (2006, 2008, 2012)                          |
| Bolívia                | 9ª           | Quarto colocado (2004, 2014)                             |
| Brasil (atual campeão) | 9ª           | Campeão (2004, 2006, 2008, 2010, 2012, 2014, 2015, 2018) |
| Chile                  | 9ª           | Quarto colocado (2008, 2010)                             |
| Colômbia               | 9ª           | Vice-campeão (2010)                                      |
| Equador                | 9ª           | Terceiro colocado (2004)                                 |
| Paraguai               | 9ª           | Vice-campeão (2004, 2014, 2018)                          |
| Peru                   | 9ª           | Quarto colocado (2006)                                   |
| Uruguai                | 9ª           | Sexto colocado (2012)                                    |
| Venezuela              | 9ª           | Vice-campeão (2015)                                      |

## Sorteio
O sorteio do torneio foi realizado em 11 de fevereiro de 2020, na Sede da AFA. As dez equipes foram separadas em dois grupos de cinco equipes. A anfitriã Argentina e o atual campeão Brasil foram cabeças de chave dos Grupos A e B, respectivamente, enquanto as restantes equipes foram colocadas em quatro "potes de emparelhamento" de acordo com seus resultados no Campeonato Sul-Americano de Futebol Sub-20 de 2018: Paraguai-Colômbia, Venezuela-Chile, Equador-Uruguai e Peru-Bolívia.

## Primeira fase
As equipes do mesmo grupo se enfrentarão, todas contra todas, em turno único. As duas melhores seleções de cada grupo se classificarão para o quadrangular final.

### Grupo A
| Pos. | Equipes   | P  | J | V | E | D | GP | GC | SG  | Classificação             |
| ---- | --------- | -- | - | - | - | - | -- | -- | --- | ------------------------- |
| 1    | Venezuela | 10 | 4 | 3 | 1 | 0 | 14 | 1  | +13 | Classificado à fase final |
| 2    | Colômbia  | 7  | 4 | 2 | 1 | 1 | 13 | 2  | +11 | Classificado à fase final |
| 3    | Argentina | 6  | 4 | 1 | 3 | 0 | 2  | 1  | +1  |                           |
| 4    | Equador   | 3  | 4 | 1 | 0 | 3 | 2  | 12 | -10 |                           |
| 5    | Bolívia   | 1  | 4 | 0 | 1 | 3 | 1  | 16 | -15 |                           |

Jogos
| 4 março 2020 | Colômbia | 8 – 0 | Bolívia | Estádio del Bicentenario, San Juan |
| 19:00        | Gisela Robledo 2' 43' · Maireth Pérez 6' · Ingrid Guerra 12' · Manuela Vanegas 58' 90' · María Camila Reyes 75' · Manuela Paví 90+3' |       |         |                                    |

| 4 março 2020 | Argentina        | 1 – 0 | Equador | Estádio del Bicentenario, San Juan |
| 21:15        | Sophia Braun 59' |       |         |                                    |

| 6 março 2020 | Bolívia | 0 – 5 | Venezuela | Estádio del Bicentenario, San Juan |
| 19:00        |         |       | 42' Karylen Capdevilla · 62' Osmailyn Borges · 71' Wilmary Argüelles · 73' Marianyela Jiménez · 78' (pen) Yerliane Moreno |                                    |

| 6 março 2020 | Argentina | 0 – 0 | Colômbia | Estádio del Bicentenario, San Juan |
| 21:15        |           |       |          |                                    |

| 8 março 2020 | Venezuela                                      | 2 – 1 | Colômbia           | Estádio del Bicentenario, San Juan |
| 19:00        | Karylen Capdevilla 55' · Wilmary Argüelles 75' |       | 6' Manuela Vanegas |                                    |

| 8 março 2020 | Bolívia | 0 – 2 | Equador                                | Estádio del Bicentenario, San Juan |
| 21:15        |         |       | 80' Maylin Arreaga · 85' Arella Jácome |                                    |

| 11 março 2020 | Equador | 0 – 4 | Colômbia                                       | Estádio del Bicentenario, San Juan |
| 19:00         |         |       | 10' 18' 75' Gisela Robledo · 15' Ingrid Guerra |                                    |

| 11 março 2020 | Argentina | 0 – 0 | Venezuela | Estádio del Bicentenario, San Juan |
| 21:15         |           |       |           |                                    |

| 13 março 2020 | Venezuela                                                                                            | 7 – 0 | Equador | Estádio del Bicentenario, San Juan |
| 19:00         | Enyer Higuera 38' 50' 86' · Wilmary Argüelles 45+2' · Bárbara Olivieri 57' 89' · Yerliane Moreno 59' |       |         |                                    |

| 13 março 2020 | Argentina           | 1 – 0 | Bolívia              | Estádio del Bicentenario, San Juan |
| 21:15         | Brisa de Ángelis 2' |       | 45+2' Marlene Flores |                                    |

### Grupo B
| Pos. | Equipes  | P  | J | V | E | D | GP | GC | SG  | Classificação             |
| ---- | -------- | -- | - | - | - | - | -- | -- | --- | ------------------------- |
| 1    | Brasil   | 12 | 4 | 4 | 0 | 0 | 14 | 0  | +14 | Classificado à fase final |
| 2    | Uruguai  | 9  | 4 | 3 | 0 | 1 | 13 | 10 | +3  | Classificado à fase final |
| 3    | Paraguai | 6  | 4 | 2 | 0 | 2 | 6  | 7  | -1  |                           |
| 4    | Chile    | 1  | 4 | 0 | 1 | 3 | 2  | 6  | -4  |                           |
| 5    | Peru     | 1  | 4 | 0 | 1 | 3 | 0  | 12 | -12 |                           |

Jogos
| 5 março 2020 | Paraguai                  | 1 – 0 | Chile | Juan Funes, San Luis |
| 19:00        | Limpia Fretes 90+2' (pen) |       |       |                      |

| 5 março 2020 | Brasil                               | 3 – 0     | Peru | Juan Funes, San Luis |
| 21:15        | Nycole 29' · Jaqueline 34' (pen) 49' | Relatorio |      |                      |

| 7 março 2020 | Chile                                     | 2 – 3 | Uruguai                                                          | Juan Funes, San Luis |
| 19:00        | Isidora Olave 40' · Antonia Alarcón 90+4' |       | 15' Karen Olivera · 45+3' Bélen Aquino · 90+1' Esperanza Pizarro |                      |

| 7 março 2020 | Brasil                           | 3 – 0     | Paraguai | Juan Funes, San Luis |
| 21:15        | Micaelly 12' 24' · Jhennifer 61' | Relatorio |          |                      |

| 9 março 2020 | Uruguai                                              | 4 – 2 | Paraguai                                  | Juan Funes, San Luis |
| 19:00        | Karol Bermúdez 45+2' · Esperanza Pizarro 48' 62' 75' |       | 56' Jessica Sánchez · 77' Zunilda Coronel |                      |

| 9 março 2020 | Chile | 0 – 0 | Peru | Juan Funes, San Luis |
| 21:15        |       |       |      |                      |

| 12 março 2020 | Peru | 0 – 3 | Paraguai                                                    | Juan Funes, San Luis |
| 19:00         |      |       | 50' Liz Barreto · 74' Jessica Sánchez · 88' María Melgarejo |                      |

| 12 março 2020 | Brasil                                                                 | 6 – 0     | Uruguai | Juan Funes, San Luis |
| 21:15         | Jaqueline 6' · Micaelly 15' 60' · Nycole 21' · Camila 50' · Mylena 66' | Relatorio |         |                      |

| 14 março 2020 | Uruguai                                                                       | 6 – 0 | Peru | El Coliseo, San Luis |
| 19:00         | Karol Bermúdez 11' 43' · Esperanza Pizarro 17' 53' 55' · Wendy Carballo 90+2' |       |      |                      |

| 14 março 2020 | Brasil                          | 2 – 0 | Chile | El Coliseo, San Luis |
| 21:45         | Ana Vitória 13' · Jaqueline 84' |       |       |                      |

## Fase final
As seleções classificadas serão reunidas em um grupo único de 4 equipes, e se enfrentarão em turno único. A primeira colocada nesta fase receberá o título de Campeã Sul-Americana de Futebol Feminino Sub-20 de 2020. Além disso, as duas primeiras colocadas estarão classificadas à Copa do Mundo de Futebol Feminino Sub-20.

### Cancelamento
A fase final estava prevista para ser disputada entre os dias 16 e 22 de março, em San Juan. Mas no dia 12 de março, quando ainda se disputava a primeira fase, a CONMEBOL anunciou que, devido ao avanço da pandemia de COVID-19, o restante da fase de grupos seria disputado sem a presença de público, e a fase final adiada para outras datas e sedes a serem definidas posteriormente. Após reagendar a fase final inicialmente para novembro de 2020, a CONMEBOL anunciou que a fase final será disputada em janeiro de 2021. Porém, em 4 de agosto de 2021, a CONMEBOL decidiu suspender definitivamente o torneio
Classificação
| Pos. | Equipes   | P | J | V | E | D | GP | GC | SG | Classificação                            |
| ---- | --------- | - | - | - | - | - | -- | -- | -- | ---------------------------------------- |
| 1    | Brasil    | 0 | 0 | 0 | 0 | 0 | 0  | 0  | 0  | Copa do Mundo de Futebol Feminino Sub-20 |
| 2    | Colômbia  | 0 | 0 | 0 | 0 | 0 | 0  | 0  | 0  | Copa do Mundo de Futebol Feminino Sub-20 |
| 3    | Uruguai   | 0 | 0 | 0 | 0 | 0 | 0  | 0  | 0  |                                          |
| 4    | Venezuela | 0 | 0 | 0 | 0 | 0 | 0  | 0  | 0  |                                          |

Jogos
|  | Brasil | Cancelado | Colômbia |  |
|  |        |           |          |  |

|  | Venezuela | Cancelado | Uruguai |  |
|  |           |           |         |  |

|  | Brasil | Cancelado | Uruguai |  |
|  |        |           |         |  |

|  | Venezuela | Cancelado | Colômbia |  |
|  |           |           |          |  |

|  | Colômbia | Cancelado | Uruguai |  |
|  |          |           |         |  |

|  | Venezuela | Cancelado | Brasil |  |
|  |           |           |        |  |